# Premio Stig Dagerman
El Premio Stig Dagerman es un premio literario sueco establecido en 1996 por la Sociedad Stig Dagerman y el municipio de Älvkarleby. Lleva el nombre del escritor sueco Stig Dagerman. El premio se otorga a una persona o una organización que, en el espíritu de Stig Dagerman, admita la importancia y la disponibilidad de la "libertad de palabra" (libertad de expresión), la promoción de la comprensión intercultural y la empatía. Fue inspirado por Dagerman del poema Es dag om året que establece una visión de paz para la humanidad por imaginar un día de cada año, cuando el mundo se libre de violencia.
La entrega de premios tiene lugar el primer fin de semana de junio de cada año, en Laxön en Älvkarleby. El premio es kr 50,000. En dos ocasiones, en 2004 y 2008, el ganador del premio posteriormente ganó el Premio Nobel de Literatura en el mismo año.

## Ganadores
- 1996, John Hron (póstumo)
- 1997, Yasar Kemal
- 1998, The Swedish Public Library
- 1999, Ahmad Shamloo
- 2000, Roy Andersson
- 2001, Elsie Johansson
- 2002, Gitta Sereny
- 2003, Lukas Moodysson
- 2004, Elfriede Jelinek
- 2005, Göran Palm[2][3][4]
- 2006, Sigrid Kahle[5][6][7]
- 2007, Lasse Berg[8][9]
- 2008, J. M. G. Le Clézio[10][11]
- 2009, Birgitta Wallin and magazine Karavan[12][13]
- 2010, Eduardo Galeano[14][15]
- 2011, Judit Benedek and the theatre project SOS-Romer[16]
- 2012, Nawal El Saadawi[17][18]
- 2013, Nadie es ilegal
- 2014, Anders Bodegård[19]
- 2015, Suzanne Osten[20]
- 2016 Adonis[21]
- 2017, Anders Kompass[22]
- 2018 Amos Oz[23]
- 2019, Britta Marakatt-Labba
- 2020, Magda Gad
- 2022, Maryja Kalesnikava
- 2023, Carina Rydberg
- 2024, Elinor Torp